# Nada en la nevera
Nada en la nevera és una pel·lícula espanyola dirigida per Álvaro Fernández Armero, de l'any 1998. Definida per Armero com "una comèdia neuròtica de treintañeros en la segona edat de la pocasolta, i està molt ben definida".

## Argument
Conta la història de Carlota (María Esteve) i Número 1 (Coque Malla), una parella que s'estima però que pel que sembla és incapaç d'estar junta. Comptada des de l'angle de cadascun dels protagonistes, comença Carlota explicant la seva història i després Nº1 entrellaça el seu relat dels fets amb el de Carlota, permetent a l'espectador apreciar el perquè de la seva actitud grollera cap a ella.
La pel·lícula tracta de la cerca de la felicitat, de la solitud, de l'obsessió per trobar parella.

## Repartiment
- María Esteve
- Coque Malla
- Roberto Álvarez
- Laura Aparicio
- Paul Zubillaga
- Itziar Miranda

## Palmarès
- María Esteve fou nominada al Goya a la millor actriu revelació.[3]